# Seggiolino eiettabile

Il capitano Christopher Stricklin si lancia da un F-16 della pattuglia acrobatica americana Thunderbirds durante un Air Show il 14 settembre 2003

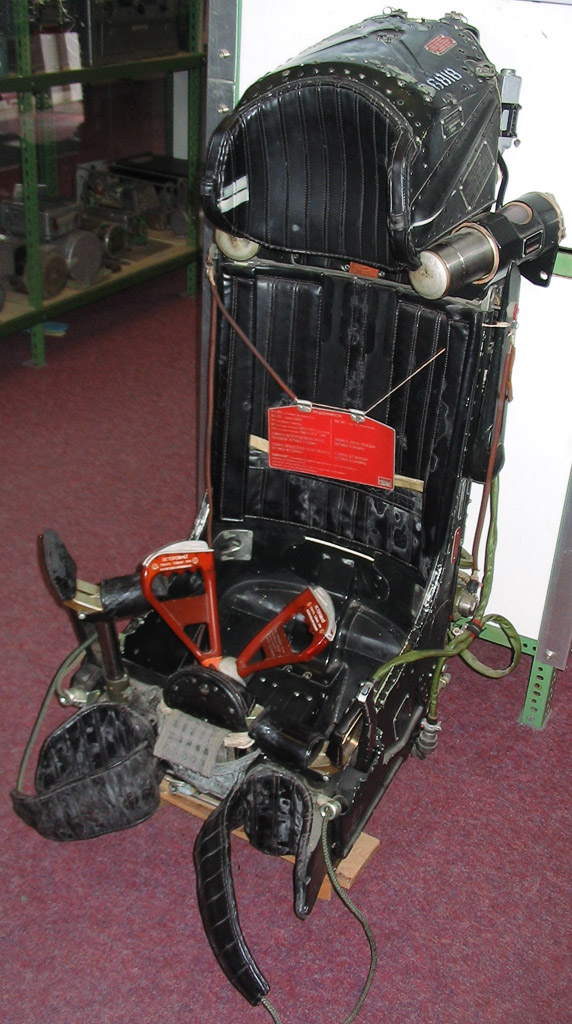
Un seggiolino Zvezda MK-36DM adottato dal Sukhoj Su-17

Scritta obbligatoria sul lato di una cabina provvista di seggiolino eiettabile, avverte il personale addetto alla manutenzione di prestare attenzione.

Il seggiolino eiettabile è un dispositivo, utilizzato soprattutto negli aerei militari, che permette al pilota di abbandonare rapidamente il velivolo in caso di grave avaria. Nella maggior parte dei modelli, il sedile viene espulso dall'aereo grazie all'aiuto di motori a razzo mentre dopo alcuni decimi di secondo viene automaticamente spiegato un paracadute. Per lanciarsi, il pilota deve tirare uno degli anelli che si trovano tra le sue gambe o sopra la testa. Nei modelli più recenti è stata automatizzata anche la procedura di avvio in quanto i sedili intelligenti sono in grado di valutare se il pilota è cosciente. Sono state studiate anche delle capsule di salvataggio eiettabili.

## Storia
Il primo seggiolino eiettabile fu progettato dal rumeno Anastase Dragomir in Francia nel 1928 prima di quello di Karl Arnhold, anche se un brevetto inglese del 1916 ad opera di Everard Calthrop aveva tracciato la via.
Il seggiolino eiettabile fu brevettato in Germania (Reichspatent nr. 711045) nel 1939 da Karl Arnhold, Oscar Nissen, Rheinhold Preuschen e Otto Schwarz i quali lavoravano presso la Junkers. Un altro brevetto, riguardante la cartuccia esplosiva, fu conferito a Erich Dietz. Prima di allora, l'unico modo per salvarsi da un aereo che precipitava era saltare fuori attraverso il tettuccio: spesso però era molto difficile, perché la velocità del velivolo era troppo elevata ed il pilota, magari ferito, non riusciva a muoversi o il tettuccio rimaneva incastrato.
Nei primi modelli veniva utilizzata l'aria compressa per lanciarli. L'aereo dotato di questo dispositivo fu il prototipo di un caccia, l'Heinkel He 280, nel 1941; uno dei piloti collaudatori di questo aereo, Helmut Schenk, fu la prima persona a lanciarsi con il seggiolino dopo che le superfici di controllo si ghiacciarono rendendo l'aereo ingovernabile. Era il 13 gennaio 1942. L'He 280 non entrò mai in produzione e il primo aereo di serie dotato di seggiolini eiettabili fu il caccia notturno Heinkel He 219 nel 1942. Nel 1944 gli Heinkel He 162 furono dotati di nuovi tipi di seggiolini, lanciati grazie alla forza generata da cartucce esplosive. Si stima che furono eseguite circa 60 eiezioni d'emergenza durante tutto il conflitto, dai rapporti tedeschi sembra che il 40% siano risultate fatali.
La SAAB introdusse il suo primo seggiolino (Mk 1) nel 1941 a bordo del Saab J 21A-1.
Con l'inizio dell'era del jet, le velocità divennero così elevate che era impossibile pensare di abbandonare l'aereo saltando giù. Furono anche provati sistemi di lancio verso il basso, azionati da alcune molle, ma non ebbero successo. Fu cruciale invece il lavoro dell'industria britannica Martin-Baker in Occidente e della Mikoyan Gurevich e Zvezda in Unione Sovietica.
Il primo test di volo di un Martin-Baker avvenne il 24 luglio 1946, quando Bernard Lynch si lanciò da un Gloster Meteor Mk.III; il 17 agosto 1946 Larry Lambert fu il primo americano a lanciarsi con successo. I Martin-Baker entrarono in produzione alla fine degli anni quaranta e la prima volta che furono utilizzati in una vera emergenza fu durante i voli di collaudo del Armstrong Whitworth A.W.52.
Nel 1955 un Westland Wyvern ebbe un incidente in fase di decollo dalla portaerei Albion della Royal Navy: il pilota si eiettò con successo pur essendo a più di 3 metri sott'acqua.
Con l'ulteriore aumento delle velocità degli aerei, bisognò trovare altri modi per lanciare velocemente ed in sicurezza il pilota fuori dall'aereo. Sull'F-102 Delta Dagger fu montato il primo seggiolino dotato di motori a razzo: questi resero possibile un lancio in sicurezza anche a quote molto basse, grazie alla grande spinta di questi motori.
Nei primi anni sessanta iniziarono gli esperimenti per i lanci a velocità supersoniche in aerei come l'F-106 Delta Dart. Sei piloti si sono lanciati a velocità superiori a 700 nodi e l'altezza più alta in cui è stato utilizzato un Martin-Baker è di 57 000 piedi (da un English Electric Canberra nel 1958). Circolano voci che un pilota si sia lanciato da un SR-71 "Blackbird" che viaggiava a Mach 3 a una quota di 80.000 piedi.
Nonostante questi primati, la maggior parte dei lanci avviene a quote e velocità basse. Tutti i seggiolini eiettabili di oggi sono di tipo "zero-zero", ovvero ci si può lanciare anche da terra (quota zero, velocità zero).

## La sequenza di lancio
1. La sequenza comincia quando il pilota tira uno degli anelli che attivano l'espulsione del seggiolino. Lanciarsi è una decisione che va presa in qualche decimo di secondo perché attendere troppo potrebbe significare non fare più in tempo a salvarsi.
2. Una piccola carica esplosiva fa staccare il tettuccio del velivolo. Su altri tipi di aerei non avviene il distacco del tettuccio in quanto viene preventivamente frammentato da una carica esplosiva appositamente predisposta. Lo stesso poggiatesta del sedile eiettabile è comunque dotato di due robuste "corna" per sfondare il tettuccio nel caso la carica esplosiva di frammentazione del tettuccio non si innescasse.
3. A pochi decimi di secondi dal distacco del tettuccio o frammentazione dello stesso, si aprono i chiavistelli che vincolano il sedile alla struttura dell'aeromobile e immediatamente dopo avviene la detonazione della carica di lancio che provoca lo sparo del sedile. Tale evento è comunque estremamente traumatico per il pilota in quanto viene impressa al corpo un'accelerazione quantificabile in circa 12g. Tale accelerazione può provocare fratture vertebrali o altri traumi scheletrici.
4. A seguito dello sparo il sedile scorre verso l'altro su uno o due binari di guida. Il sollevamento del sedile provoca la messa in tensione di specifici nastri che, preventivamente vincolati dal pilota alle gambe e alle braccia, forzano la ritrazione degli arti in posizione quanto più raccolta possibile in maniera da permettere un'uscita in sicurezza dall'interno dell'abitacolo. Tali nastri sono vincolati alle strutture dell'aereo ed hanno una lunghezza tale che nel momento il cui i piedi del pilota sono completamente usciti dall'aereo si tranciano automaticamente in quanto vincolati a serraggi con perno di ritenuta a rottura calibrata.
5. Seguito dello sparo, si attiva successivamente il pacco di razzi posto sotto al sedile del pilota il quale ha il compito di mantenere l'accelerazione impressa inizialmente dalla carica di lancio. Sui seggiolini di moderna concezione, il pacco di razzi è in grado di imprimere al sedile una spinta vettoriale in modo da correggere eventuali assetti non verticali a seguito di eiezione ad elevati angoli di bank.
6. Una volta che il seggiolino è lontano dal velivolo i motori a razzo si spengono.
7. Il sedile è dotato di un altimetro e di un giroscopio che sono in grado di attivare e manovrare i motori a razzo per correggere la direzione di caduta, qualora il pilota si sia lanciato mentre l'aereo volava al rovescio.[1]  Inoltre, un barometro rovesciato permette al sistema di capire la quota a cui avviene l'eiezione. Se tale evento si manifesta a bassissima quota il barometro fornisce immediatamente consenso alla fase secondaria dell'eiezione che consiste nello sparo di una seconda carica esplosiva di intensità minore la quale ha il solo compito di estrarre rapidamente la velatura del paracadute.
8. Subito dopo il lancio della velatura principale, si aprono i chiavistelli che vincolano il pilota al sedile ed avviene il distacco. A quel punto il sedile precipita lontano dal pilota mentre quest'ultimo rimane vincolato al paracadute con velatura completamente estesa. Al pilota rimane agganciato un particolare contenitore (PSP) che custodisce la zattera monoposto ed un kit di sopravvivenza oltre che uno specifico segnalatore di emergenza. Nel caso l'eiezione avvenisse ad alta quota, il barometro del sedile inibisce la separazione del pilota dal sedile il quale rimane vincolato ad esso precipitando in caduta libera verso strati dell'atmosfera dove l'aria è respirabile. Durante la caduta viene comunque attivata una piccola bombola di ossigeno che permette al pilota di respirare. Tutta la sequenza è comunque completamente automatizzata e permette al pilota di salvarsi anche nell'eventualità tutt'altro che remota di perdere i sensi durante la traumatica sequenza di eiezione.

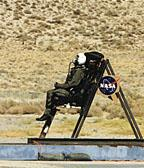
Foto 1
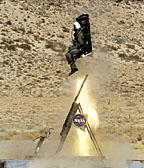
Foto 2
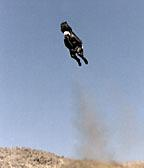
Foto 3
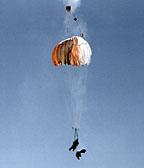
Foto 4
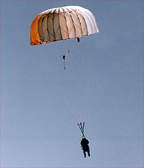
Foto 5

L'intera sequenza impiega non più di 2,5-3 secondi, dal momento in cui il pilota aziona il dispositivo al momento in cui scende appeso al paracadute principale. Il suo corpo può essere sottoposto a sollecitazioni che variano da dieci a trenta volte la accelerazione di gravità, potenzialmente molto dannose per il collo e per la colonna vertebrale.

## La sicurezza del pilota
Tutti i piloti occidentali che sono stati costretti a lanciarsi la ricordano come un'esperienza traumatizzante, tanto che alcuni di essi non hanno più volato per la paura di ripeterla.
Quando un pilota si lancia, subisce un'accelerazione di circa 12 g, ovvero subisce 12 volte il peso del proprio corpo: quindi un uomo che pesa 75 kg si sente "schiacciato" da un peso di circa 900 kg. L'accelerazione è talmente rapida e violenta che la maggior parte dei piloti sviene: è questo il motivo per cui sia l'apertura del paracadute che il gonfiaggio di giubbotto e salvagente sono operazioni automatizzate. È molto frequente la rottura di qualche osso, soprattutto delle vertebre; a seguito di questi infortuni, molti piloti hanno la carriera di volo compromessa.

### Zvezda vs. Martin Baker
Il Dipartimento della Difesa USA (DoD) si è interessato allo Zvezda K-36D (OKB 670 - Krasnaya Zvezda), il seggiolino eiettabile di ultima generazione russo, adottato su MiG-29 e Su-27, tra gli altri. In Russia è adottato sugli elicotteri e sembra funzionare alla perfezione - ha salvato la vita al pilota Anatolij Kvočur (Анатолий Николаевич Квочур) tre volte.
La NASA ha valutato sia lo ACES II che il Martin Baker e sembrerebbe che questi due modelli necessitino di ampi miglioramenti. Un ricercatore ha riportato il fatto che il livello di sopravvivenza di questi seggiolini non ha nulla di eccezionale.

## Generazione di seggiolini eiettabili

### Prima generazione, 1940-1965
Questi seggiolini sono azionati da aria compressa, mortai o cartucce che azionano un razzo, e forniscono una singola forza per rimuovere il seggiolino e l'occupante dall'aeromobile. Nei primi modelli il pilota doveva spiegare il paracadute manualmente, mentre negli ultimi modelli divenne una funzione automatica. Esempi di questa generazione sono il Saab Mk 1 e il Martin Baker Mk 1 e seguenti fino al 5.

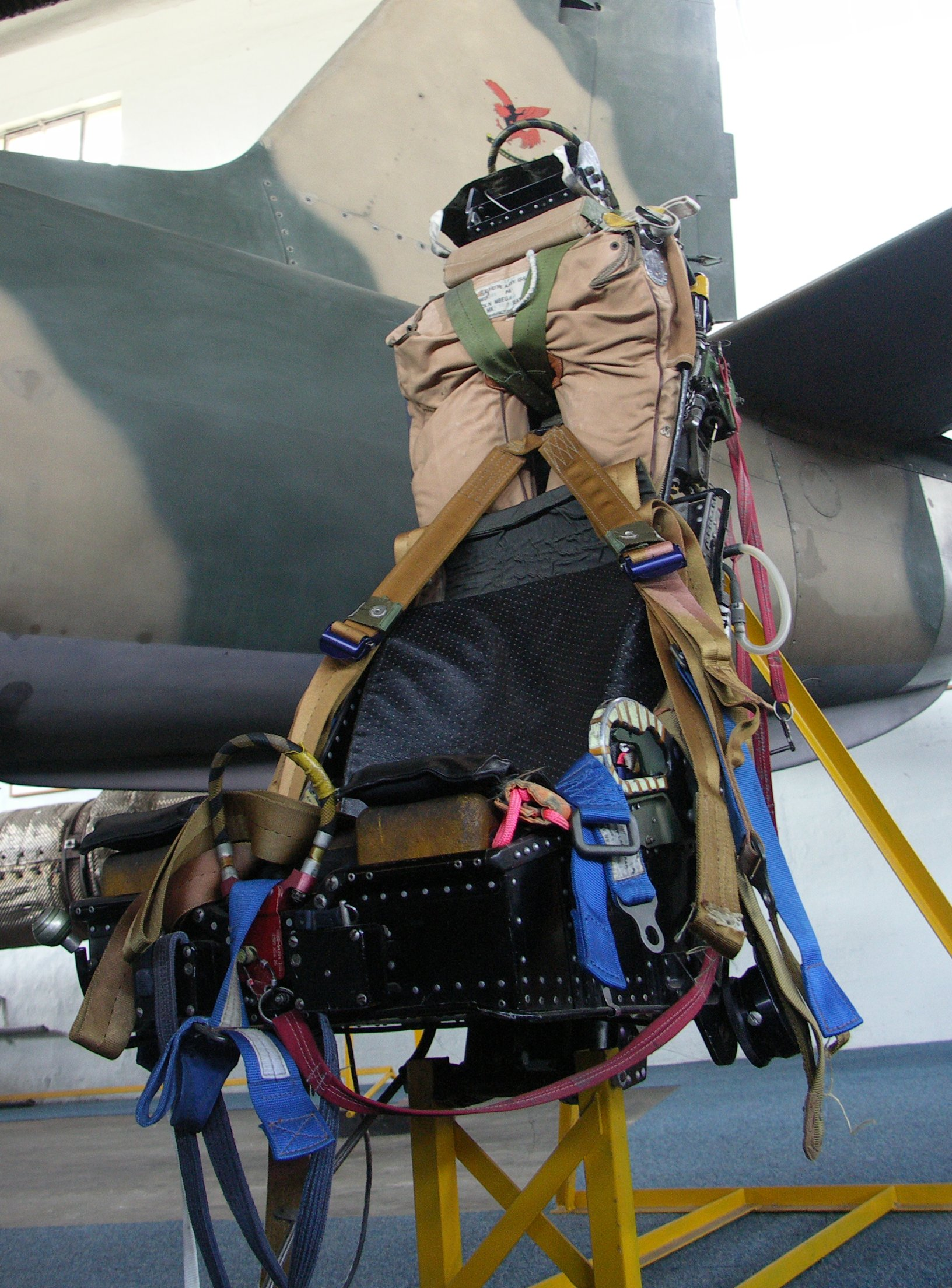
Martin-Baker modello WY6AM.

### Seconda generazione, 1965-1975
Era ormai chiaro che un seggiolino con un'unica "catapulta" imprimeva troppa accelerazione al pilota, il quale sopravviveva all'eiezione con gravi danni. Inoltre i piloti richiedevano seggiolini zero-zero (bassa velocità e bassa quota) con buone prestazioni. Per ottenere questo risultato fu aggiunto un razzo di sostegno. La catapulta lavorava da 0,15 a 0,25 secondi tenendo l'accelerazione sotto i 10 g. Il secondo razzo si attivava dagli 0,20 agli 0,40 secondi. Esempi di questa generazione sono il Martin Baker Mk 7 ed il Douglas Escapac.

### Terza generazione, dal 1975 ad oggi
Sono stati adottati nuovi automatismi, quali paracadute di rallentamento e lo spiegamento automatico del paracadute principale in base alla quota, ma soprattutto, dato il livello tecnologico, sono stati aggiunti dei microprocessori in grado di ricevere e avvalersi delle informazioni acquisite dall'avionica di bordo e da speciali sensori (tubo di Pitot, giroscopio, peso del pilota, e altro). In questo modo, il seggiolino può modificare i parametri di eiezione, aumentando la possibilità di sopravvivenza del pilota. Esempi di questa generazione sono il Martin Baker Mk 14, l'ACES II e lo Stencil S4S.

### Quarta generazione
Sia Martin Baker, Boeing e Zvezda hanno elaborato nuovi seggiolini con spinta vettoriale e protezioni addizionali.

## Altri aerei
Il Kamov Ka-50, entrato in servizio nelle forze armate russe nel 1995, è stato il primo elicottero in produzione dotato di un seggiolino eiettabile. Il sistema è molto simile a quella di un aeromobile ad ala fissa convenzionale: il rotore è equipaggiato con bulloni esplosivi, destinato a disintegrarsi pochi istanti prima dell'eiezione del seggiolino. Esiste un prototipo del AH-56 Cheyenne dotato di seggiolini eiettabili verso il basso, ma nel 1970 dopo un incidente mortale durante un test vennero bloccati ulteriori sviluppi.
Il Lunar Lander Research Vehicle (LLRV) / Training Vehicle (LLTV) usavano seggiolini eiettabili.
I primi voli dello Space Shuttle erano con un equipaggio di due componenti, entrambi dotati di seggiolini di espulsione (dalla missione STS-1 alla STS-4); in seguito i sedili sono stati disabilitati e poi rimossi in quanto il numero delle persone dell'equipaggio andava aumentando.
La navetta sovietica Buran è stata progettata per essere dotata di seggiolini K-36RB (K-36M-11F35).
Il Sukhoi Su-31M è un aereo monomotore acrobatico equipaggiato con un sedile SKS-94 Zvezda.
Il jet supersonico Tupolev Tu-144, gemello sovietico del Concorde, disponeva di seggiolini eiettabile per l'equipaggio nei primi prototipi. Il Tu-144 coinvolto nell'incidente al Paris Air Show del 1973 era un modello in produzione e quindi non disponeva di questo sistema.